# Changlong, Liaoning
Changlong är en socken i Kina. Den ligger i provinsen Liaoning, i den nordöstra delen av landet, omkring 330 kilometer väster om provinshuvudstaden Shenyang. Antalet invånare är 13 532. Befolkningen består av 6 522 kvinnor och 7 010 män. Barn under 15 år utgör 16,0 %, vuxna 15-64 år 74 %, och äldre över 65 år 8,0 %.
Genomsnittlig årsnederbörd är 625 millimeter. Den regnigaste månaden är juni, med i genomsnitt 162 mm nederbörd, och den torraste är januari, med 2 mm nederbörd.